# Alutec
Alutec ist ein wassergekühltes Minibike – eine Replik der Polini 911 GPR. Es zeichnet sich durch seine verhältnismäßig bequeme Sitzposition aus. Durch die schmalen Fußrasten sind mit der Alutec besonders große Schräglagen in Kurven möglich.
Antriebsaggregat ist ein wassergekühlter 2-Takt-Motor mit einem Zylinder und 39 cm³ Hubraum. Es leistet 4,5 kW bei 11.000 min−1. Die Maschine wird in verschiedenen Varianten gebaut und erreicht Spitzengeschwindigkeiten um 80 km/h. Das Chassis der Maschine besteht aus einer Magnesium-Aluminium-Legierung, das Leergewicht beträgt 25 kg.
Alutec ist in verschiedenen Bauweisen auf dem Markt:
- Krümmer und Resonanzschalldämpfer mit Schlauchschelle verbunden – Diese Variante zeichnet sich durch eine gleichmäßige Leistungsverteilung über den gesamten Drehzahlbereich aus. Die Endgeschwindigkeit betrage je nach Fahrergewicht bis zu 78 km/h.
- Krümmer und Resonanzschalldämpfer mit Federn verbunden – Im unteren Drehzahlbereich ist hier nur wenig Leistung vorhanden. Ab ca. 50 km/h steigt die Leistungskurve jedoch rasant an, was zu einer höheren Endgeschwindigkeit führt.
- Ausgleichsbehälter vor dem Lenker montiert – Die Wartungsfreundlichkeit und Kühlleistung soll hier deutlich verbessert worden sein.

## Weitere Technische Daten
- Sprit: Gemisch 1:25
- Zündung: elektronisch
- Starter: Seilzugstarter
- Kupplung: Fliehkraftkupplung
- Bremsen: vorne Doppelscheibenbremse, hinten Einfachscheibenbremse
- Maximale Zuladung: 110 kg
- Länge: 1000 mm
- Breite: 580 mm
- Höhe: 480 mm

## Hersteller
Verschiedene Hersteller aus China.